# 沃什本 (緬因州普查規定居民點)
沃什本（英語：Washburn）是位於美國緬因州阿魯斯圖克縣的一個普查規定居民點。

## 人口
根據2020年美國人口普查的數據，沃什本的面積為11.73平方千米，當中陸地面積為11.57平方千米，而水域面積為0.16平方千米。當地共有人口937人，而人口密度為每平方千米79.88人。